# 清華大學蘇世民書院
清华大学苏世民书院是清華大學專門培養未来的世界领导者的硕士学位项目，最初由美國黑石集團董事長蘇世民在2013年4月宣布向清華大學個人捐贈1億美元，並籌集2億美元創建苏世民学者，全称清華大學蘇世民學者項目，並在2016年正式成立書院並首次招生。

## 成立目的

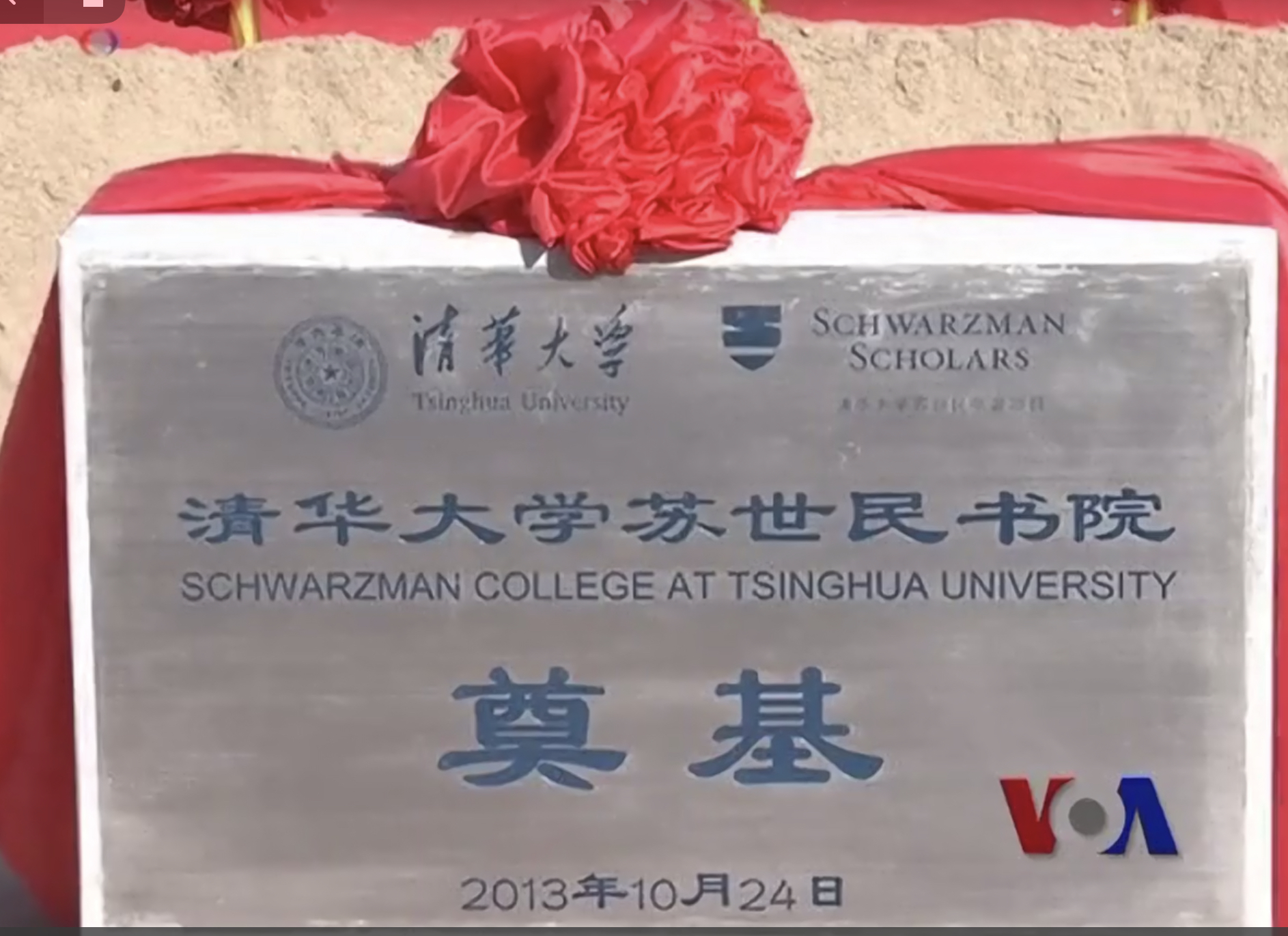
美国华尔街大腕蘇世民赞助的清华大学苏世民书院2013年10月24日举行奠基仪式

苏世民学院是专门培養未来的世界领导者的硕士学位项目，讓优秀青年人才培养宽广的国际视野，并了解中国社会，为崛起中的中国作出重要贡献。